# ناگولیادا
ناگولیادا (به لاتین: Nagulliyadda) یک منطقهٔ مسکونی در سری‌لانکا است که در استان جنوبی (سری‌لانکا) واقع شده‌است.